# Hermann Schoenauer
Hermann Schoenauer (* 22. Mai 1950 in Fürth) ist Pfarrer der Evangelisch-Lutherischen Kirche in Bayern und war von 1990 bis 2015 Rektor und Vorstandsvorsitzender der Diakonie Neuendettelsau.

## Werdegang
Schoenauer studierte Theologie und Diplom-Pädagogik in Erlangen und Bamberg. In den Jahren 1977 bis 1979 war er als Vikar in München tätig. Nach seiner Ordination im Jahr 1979 war er von 1979 bis 1987 als Gemeindepfarrer in Velden und Oberferrieden tätig. 1987 trat Schoenauer als Konrektor in den Dienst der Diakonie Neuendettelsau. Daneben war er als Abteilungsdirektor für das Krankenhauswesen innerhalb der Diakonie Neuendettelsau zuständig. Im Jahr 1990 übernahm Schoenauer das Amt des Rektors und Vorstandsvorsitzenden der Diakonie Neuendettelsau. Bis zu seinem Ruhestand im Jahr 2015 wirkte Schoenauer am Umbau der Diakonie Neuendettelsau zu einer international tätigen diakonischen Einrichtung mit, um sie den veränderten Rahmenbedingungen der Sozialpolitik und des Sozialstaates anzupassen. In seiner Amtszeit stieg die Zahl der Mitarbeitenden von knapp 3000 auf rund 7000 Mitarbeitende an.
Schoenauer war in den Jahren 1990 bis 2007 Herausgeber des Korrespondenzblattes der diakonischen Gemeinschaften von Neuendettelsau. Seit dem Jahr 2008 ist Schoenauer Herausgeber der Zeitschrift Diakonie & Spiritualität des Ökumenischen Geistlichen Zentrums (ESC) der Diakonie Neuendettelsau, sowie Herausgeber der Reihe Dynamisch Leben gestalten im Kohlhammer-Verlag (seit 2010).
Im März 2008 wurde Hermann Schoenauer mit der Ehrendoktorwürde (Dr. h. c.) der Universität Ovidius Constanța (Rumänien) ausgezeichnet. Die Ehrung wurde von Erzbischof Teodosie aus Tomis, Dekan der Theologischen Fakultät, angeregt. Die Verleihung ist eine Würdigung der Verdienste Schoenauers um den ökumenischen Dialog zwischen der Evangelischen Kirche und der Rumänisch-Orthodoxen Kirche sowie des sozialen Engagements der Diakonie Neuendettelsau in Rumänien und weiteren osteuropäischen Staaten.
Seit dem 31. März 2007 ist Hermann Schoenauer Träger des Ordens der Dobrudscha, Rumänien.

## Aufgabenbereiche
Schoenauer ist Lehrbeauftragter für Diakoniewissenschaft an der Augustana-Hochschule in Neuendettelsau (dort auch Mitglied der Diakoniewissenschaftlichen Sozietät), Universitätsprofessor an der Rumänisch-Deutschen Universität Sibiu/Hermannstadt, Mitglied des Beirats der katholischen Akademie im Gesundheits- und Sozialwesen in Bayern, Vorstandsmitglied des Kaiserswerther Verbands, Kuratoriumsmitglied der Bayerischen Stiftung Hospiz, Aufsichtsratsmitglied der EKK (Evangelische Kreditgenossenschaft eG) und Aufsichtsratsvorsitzender der Acredo-Beteiligungsgesellschaft.

## Ehrungen
- 1995: Bayerische Staatsmedaille für soziale Verdienste
- 2002: Bundesverdienstkreuz
- 2007: Orden der Dobrudscha, Rumänien
- 2008: Bundesverdienstkreuz I. Klasse
- 2008: Ehrendoktorwürde der Universität Ovidius in Constanța, Rumänien
- 2011: Verfassungsmedaille des Bayerischen Landtages in Silber
- 2013: Ehrenabzeichen der Woiwodschaft Ermland-Masuren, Polen[3]
- 2014: Ehrensenator der rumänisch-deutschen Lucian-Blaga-Universität, Hermannstadt, Rumänien[4]
- 2014: Bayerischer Verdienstorden
- 2015: Goldenes Kleeblatt der Stadt Fürth[5]
- 2017: Löhe-Medaille der Diakonie Neuendettelsau[6]

## Veröffentlichungen (Auswahl)
- Einzigartig. Katalog zur Veranstaltungsreihe „Einzigartig“ der Diakonie Neuendettelsau, Neuendettelsauer Beiträge Bd. 8, Neuendettelsau 2002, ISBN 978-3-00-009091-2.
- 150 Jahre Leben gestalten (1854-2004): das Jubiläumsjahr der Diakonie Neuendettelsau, Diakonie Neuendettelsau, Neuendettelsau 2004
- Tradition und Innovation. Diakonische Entwicklungen am Beispiel der Diakonie Neuendettelsau, Diakoniewissenschaft 9, Kohlhammer, Stuttgart 2004, ISBN 978-3-17-018077-2.
- mit Wilhelm Löhe: Vom Schmuck der heiligen Orte (1857/58), kommentiert und bearbeitet v. Beate Baberske-Krohs und Klaus Raschzok, Evangelische Verlagsanstalt, Leipzig 2008, ISBN 978-3-374-02645-6.
- mit Erzbischof Teodosie von Tomis und Jürgen Henkel: Alle Diakonie geht vom Altar aus. Theologie und Praxis der Diakonie im ökumenischen Dialog, Hermannstadt, Bonn 2008, ISBN 978-3-941271-12-8.
- Wilhelm Löhe (1808-1872). Seine Bedeutung für Kirche und Diakonie, Kohlhammer, Stuttgart 2008, ISBN 978-3-17-020514-7.
- mit Markus Horneber: Lebensräume – Lebensträume – Innovative Konzepte und Dienstleistungen für besondere Lebenssituationen, Kohlhammer, Stuttgart 2011, ISBN 978-3-17-021545-0.
- Spiritualität und innovative Unternehmensführung, Bd. 3, Kohlhammer, Stuttgart 2011, ISBN 978-3-17-021930-4.